# Luboš Kubík
Luboš Kubík (Vysoké Mýto, 20 gennaio 1964) è un allenatore di calcio ed ex calciatore ceco, di ruolo centrocampista.
Ha militato sia nella nazionale cecoslovacca che in quella ceca, che della prima ereditò il titolo sportivo.
La storia di Kubík divenne un caso internazionale nel 1988 quando il giocatore, all'epoca titolare della nazionale cecoslovacca e brillante studente di scienze economiche all'Università di Praga, approfittò di una tournée della sua squadra di club, lo Slavia IPS Praga, in Germania Ovest per richiedere asilo politico assieme al compagno di squadra Ivo Knoflíček: immediata scattò la sanzione internazionale della FIFA e il giocatore rimase inattivo per diciotto mesi.

## Caratteristiche tecniche

### Giocatore
Mancino di buona statura, Kubík era un classico numero otto non molto veloce ma in possesso di una tecnica sopraffina, specialista nei calci di punizione.

## Carriera

### Giocatore
Allenatosi, durante l'inattività forzata, con la squadra inglese del Derby County, Kubík venne acquistato dalla Fiorentina nell'aprile 1989 in vista della stagione seguente, alla scadenza della squalifica FIFA, per una cifra di 600 milioni di lire circa; per ottenere il transfer necessario a giocare in Italia, in quelle settimane venne a patti con la federcalcio cecoslovacca ottemperando in patria agli obblighi di leva. In riva all'Arno formò assieme a Roberto Baggio, Dunga e Giuseppe Iachini il centrocampo di una squadra viola che, pur stentando in campionato dove si salvò solo all'ultima giornata, riuscì ad arrivare alla finale di Coppa UEFA persa contro la Juventus.
Nell'estate seguente Kubík partecipò al campionato del mondo 1990 con la nazionale cecoslovacca, segnando un gol su calcio piazzato alla Costa Rica. Nella stagione 1990-1991, sicuramente migliore della precedente per rendimento, guidò una Fiorentina orfana di Baggio alla salvezza in campionato, guadagnandosi l'affetto e la stima dei tifosi che gli dedicarono il coro Attenti al Luboš sul calco della celebre canzone di Lucio Dalla, Attenti al lupo. Storica una doppietta segnata al Pisa in quello che rimane l'ultimo derby tra Fiorentina e Pisa giocato in Serie A e vinto 4-0 dai gigliati sul terreno avversario. Gli acquisti di Pietro Maiellaro e Massimo Orlando ne determinarono la cessione al Metz nell'estate seguente: inutile fu l'appello lanciato in televisione persino da Indro Montanelli, estimatore del centrocampista ceco, al presidente viola Mario Cecchi Gori per trattenerlo a Firenze.
Kubík, dopo un'onesta carriera fra Francia, Germania e Repubblica Ceca, adattatosi nel frattempo al ruolo di libero, disputò il campionato d'Europa 1996 con la nazionale ceca, laureandosi vicecampione continentale e segnando una rete nel pareggio della sua squadra contro la Russia, oltre al primo rigore nella semifinale contro la Francia. In tutto, fra Cecoslovacchia e Repubblica Ceca, Kubík ha disputato 56 partite segnando 13 reti tra il 1985 e il 1997. Ha infine chiuso la sua carriera nel campionato nordamericano nel 2001.

### Allenatore
Dopo un fugace esordio da allenatore con il Hradec Králové, nel 2006 viene assunto dallo Śląsk Breslavia ma viene sollevato dall'incarico dopo soli tre mesi. Immediatamente trova l'accordo con il Torquay Utd, club inglese allora militante in Football League Two, ma anche qui viene licenziato dopo un trimestre, con la squadra che a fine stagione non riuscirà a evitare la retrocessione. Nel 2007 torna ad allenare in patria, precisamente il Týniště nad Orlicí, ma anche qui dimostra che le competenze da allenatore non riescono a pareggiare quelle da giocatore, venendo esonerato nel marzo del 2008.

## Statistiche

### Cronologia presenze e reti in nazionale
| Cronologia completa delle presenze e delle reti in nazionale ― Cecoslovacchia | Cronologia completa delle presenze e delle reti in nazionale ― Cecoslovacchia | Cronologia completa delle presenze e delle reti in nazionale ― Cecoslovacchia | Cronologia completa delle presenze e delle reti in nazionale ― Cecoslovacchia | Cronologia completa delle presenze e delle reti in nazionale ― Cecoslovacchia | Cronologia completa delle presenze e delle reti in nazionale ― Cecoslovacchia | Cronologia completa delle presenze e delle reti in nazionale ― Cecoslovacchia | Cronologia completa delle presenze e delle reti in nazionale ― Cecoslovacchia |
| Data                                                                          | Città                                                                         | In casa                                                                       | Risultato                                                                     | Ospiti                                                                        | Competizione                                                                  | Reti                                                                          | Note                                                                          |
| ----------------------------------------------------------------------------- | ----------------------------------------------------------------------------- | ----------------------------------------------------------------------------- | ----------------------------------------------------------------------------- | ----------------------------------------------------------------------------- | ----------------------------------------------------------------------------- | ----------------------------------------------------------------------------- | ----------------------------------------------------------------------------- |
| 5-6-1985                                                                      | Solna                                                                         | Svezia                                                                        | 2 – 0                                                                         | Cecoslovacchia                                                                | Qual. Mondiali 1986                                                           | -                                                                             |                                                                               |
| 4-9-1985                                                                      | Brno                                                                          | Cecoslovacchia                                                                | 3 – 1                                                                         | Polonia                                                                       | Amichevole                                                                    | 1                                                                             |                                                                               |
| 27-5-1986                                                                     | Reykjavík                                                                     | Cecoslovacchia                                                                | 0 – 1                                                                         | Irlanda                                                                       | Iceland Triangular Tournament                                                 | -                                                                             | 56’                                                                           |
| 29-5-1986                                                                     | Reykjavík                                                                     | Islanda                                                                       | 1 – 2                                                                         | Cecoslovacchia                                                                | Iceland Triangular Tournament                                                 | -                                                                             | 62’                                                                           |
| 3-8-1986                                                                      | Melbourne                                                                     | Australia                                                                     | 1 – 1                                                                         | Cecoslovacchia                                                                | Amichevole                                                                    | -                                                                             | 50’                                                                           |
| 6-8-1986                                                                      | Adelaide                                                                      | Australia                                                                     | 0 – 1                                                                         | Cecoslovacchia                                                                | Amichevole                                                                    | -                                                                             |                                                                               |
| 3-8-1986                                                                      | Melbourne                                                                     | Australia                                                                     | 0 – 3                                                                         | Cecoslovacchia                                                                | Amichevole                                                                    | 2                                                                             |                                                                               |
| 10-9-1986                                                                     | Praga                                                                         | Cecoslovacchia                                                                | 1 – 0                                                                         | Paesi Bassi                                                                   | Amichevole                                                                    | -                                                                             | 86’                                                                           |
| 15-10-1986                                                                    | Brno                                                                          | Cecoslovacchia                                                                | 3 – 0                                                                         | Finlandia                                                                     | Qual. Euro 1988                                                               | -                                                                             | 76’                                                                           |
| 12-11-1986                                                                    | Bratislava                                                                    | Cecoslovacchia                                                                | 0 – 0                                                                         | Danimarca                                                                     | Qual. Euro 1988                                                               | -                                                                             | 75’                                                                           |
| 25-3-1987                                                                     | Praga                                                                         | Svizzera                                                                      | 1 – 2                                                                         | Cecoslovacchia                                                                | Amichevole                                                                    | 2                                                                             | 88’                                                                           |
| 29-4-1987                                                                     | Wrexham                                                                       | Galles                                                                        | 1 – 1                                                                         | Cecoslovacchia                                                                | Qual. Euro 1988                                                               | -                                                                             | Ammonizione                                                                   |
| 13-5-1987                                                                     | Brandeburgo sulla Havel                                                       | Germania Est                                                                  | 2 – 0                                                                         | Cecoslovacchia                                                                | Amichevole                                                                    | -                                                                             | 72’                                                                           |
| 3-6-1987                                                                      | Copenaghen                                                                    | Danimarca                                                                     | 1 – 1                                                                         | Cecoslovacchia                                                                | Qual. Euro 1988                                                               | -                                                                             |                                                                               |
| 9-9-1987                                                                      | Helsinki                                                                      | Finlandia                                                                     | 3 – 0                                                                         | Cecoslovacchia                                                                | Qual. Euro 1988                                                               | -                                                                             | 64’                                                                           |
| 24-2-1988                                                                     | Malaga                                                                        | Spagna                                                                        | 1 – 2                                                                         | Cecoslovacchia                                                                | Amichevole                                                                    | 1                                                                             |                                                                               |
| 23-3-1988                                                                     | Sofia                                                                         | Bulgaria                                                                      | 2 – 0                                                                         | Cecoslovacchia                                                                | Amichevole                                                                    | -                                                                             | 56’                                                                           |
| 27-4-1988                                                                     | Trnava                                                                        | Cecoslovacchia                                                                | 1 – 1                                                                         | Unione Sovietica                                                              | Amichevole                                                                    | -                                                                             |                                                                               |
| 1-6-1988                                                                      | Aarhus                                                                        | Danimarca                                                                     | 0 – 1                                                                         | Cecoslovacchia                                                                | Amichevole                                                                    | 1                                                                             | Ammonizione                                                                   |
| 25-4-1990                                                                     | Londra                                                                        | Inghilterra                                                                   | 4 – 2                                                                         | Cecoslovacchia                                                                | Amichevole                                                                    | 1                                                                             |                                                                               |
| 26-5-1990                                                                     | Düsseldorf                                                                    | Germania Ovest                                                                | 1 – 0                                                                         | Cecoslovacchia                                                                | Amichevole                                                                    | -                                                                             | 46’                                                                           |
| 10-6-1990                                                                     | Firenze                                                                       | Cecoslovacchia                                                                | 5 – 1                                                                         | Stati Uniti                                                                   | Mondiali 1990 - 1º turno                                                      | -                                                                             | 30’                                                                           |
| 15-6-1990                                                                     | Firenze                                                                       | Cecoslovacchia                                                                | 1 – 0                                                                         | Austria                                                                       | Mondiali 1990 - 1º turno                                                      | -                                                                             | 62’                                                                           |
| 23-6-1990                                                                     | Bari                                                                          | Cecoslovacchia                                                                | 4 – 1                                                                         | Costa Rica                                                                    | Mondiali 1990 - Ottavi di finale                                              | 1                                                                             |                                                                               |
| 1-7-1990                                                                      | Milano                                                                        | Cecoslovacchia                                                                | 0 – 1                                                                         | Germania Ovest                                                                | Mondiali 1990 - Quarti di finale                                              | -                                                                             | 80’                                                                           |
| 26-9-1990                                                                     | Košice                                                                        | Cecoslovacchia                                                                | 1 – 0                                                                         | Islanda                                                                       | Qual. Euro 1992                                                               | -                                                                             | 71’                                                                           |
| 13-10-1990                                                                    | Parigi                                                                        | Francia                                                                       | 2 – 1                                                                         | Cecoslovacchia                                                                | Qual. Euro 1992                                                               | -                                                                             | 51’ 86’                                                                       |
| 27-3-1991                                                                     | Olomouc                                                                       | Cecoslovacchia                                                                | 4 – 0                                                                         | Polonia                                                                       | Amichevole                                                                    | -                                                                             |                                                                               |
| 1-5-1991                                                                      | Tirana                                                                        | Albania                                                                       | 0 – 2                                                                         | Cecoslovacchia                                                                | Qual. Euro 1988                                                               | 1                                                                             | 65’                                                                           |
| 5-6-1991                                                                      | Reykjavík                                                                     | Islanda                                                                       | 0 – 1                                                                         | Cecoslovacchia                                                                | Qual. Euro 1992                                                               | -                                                                             | 60’                                                                           |
| 25-9-1991                                                                     | Oslo                                                                          | Norvegia                                                                      | 2 – 3                                                                         | Cecoslovacchia                                                                | Qual. Euro 1992                                                               | -                                                                             | Ammonizione                                                                   |
| 4-1-1992                                                                      | Il Cairo                                                                      | Egitto                                                                        | 2 – 0                                                                         | Cecoslovacchia                                                                | Amichevole                                                                    | -                                                                             |                                                                               |
| 25-3-1992                                                                     | Praga                                                                         | Cecoslovacchia                                                                | 2 – 2                                                                         | Inghilterra                                                                   | Amichevole                                                                    | -                                                                             |                                                                               |
| 22-4-1992                                                                     | Praga                                                                         | Cecoslovacchia                                                                | 1 – 1                                                                         | Germania                                                                      | Amichevole                                                                    | -                                                                             | 67’                                                                           |
| 19-8-1992                                                                     | Bratislava                                                                    | Cecoslovacchia                                                                | 2 – 2                                                                         | Austria                                                                       | Amichevole                                                                    | -                                                                             | 55’ 62’                                                                       |
| 2-9-1992                                                                      | Praga                                                                         | Cecoslovacchia                                                                | 1 – 2                                                                         | Belgio                                                                        | Qual. Mondiali 1994                                                           | -                                                                             | 68’                                                                           |
| 28-4-1993                                                                     | Ostrava                                                                       | Cecoslovacchia                                                                | 1 – 1                                                                         | Galles                                                                        | Qual. Mondiali 1994                                                           | -                                                                             |                                                                               |
| 2-6-1993                                                                      | Košice                                                                        | Cecoslovacchia                                                                | 5 – 2                                                                         | Romania                                                                       | Qual. Mondiali 1994                                                           | -                                                                             | 46’                                                                           |
| 16-6-1993                                                                     | Toftir                                                                        | Fær Øer                                                                       | 0 – 3                                                                         | Cecoslovacchia                                                                | Qual. Mondiali 1994                                                           | -                                                                             | 54’                                                                           |
| Totale                                                                        |                                                                               | Presenze                                                                      | 39                                                                            |                                                                               | Reti                                                                          | 10                                                                            |                                                                               |

| Cronologia completa delle presenze e delle reti in nazionale ― Rep. Ceca | Cronologia completa delle presenze e delle reti in nazionale ― Rep. Ceca | Cronologia completa delle presenze e delle reti in nazionale ― Rep. Ceca | Cronologia completa delle presenze e delle reti in nazionale ― Rep. Ceca | Cronologia completa delle presenze e delle reti in nazionale ― Rep. Ceca | Cronologia completa delle presenze e delle reti in nazionale ― Rep. Ceca | Cronologia completa delle presenze e delle reti in nazionale ― Rep. Ceca | Cronologia completa delle presenze e delle reti in nazionale ― Rep. Ceca |
| Data                                                                     | Città                                                                    | In casa                                                                  | Risultato                                                                | Ospiti                                                                   | Competizione                                                             | Reti                                                                     | Note                                                                     |
| ------------------------------------------------------------------------ | ------------------------------------------------------------------------ | ------------------------------------------------------------------------ | ------------------------------------------------------------------------ | ------------------------------------------------------------------------ | ------------------------------------------------------------------------ | ------------------------------------------------------------------------ | ------------------------------------------------------------------------ |
| 20-4-1994                                                                | Zurigo                                                                   | Svizzera                                                                 | 3 – 0                                                                    | Rep. Ceca                                                                | Amichevole                                                               | -                                                                        | 46’                                                                      |
| 25-5-1994                                                                | Ostrava                                                                  | Rep. Ceca                                                                | 5 – 3                                                                    | Lituania                                                                 | Amichevole                                                               | 1                                                                        |                                                                          |
| 5-6-1994                                                                 | Dublino                                                                  | Irlanda                                                                  | 1 – 3                                                                    | Rep. Ceca                                                                | Amichevole                                                               | -                                                                        | cap.                                                                     |
| 17-8-1994                                                                | Bordeaux                                                                 | Francia                                                                  | 2 – 2                                                                    | Rep. Ceca                                                                | Amichevole                                                               | -                                                                        |                                                                          |
| 6-9-1994                                                                 | Ostrava                                                                  | Rep. Ceca                                                                | 6 – 1                                                                    | Malta                                                                    | Qual. Euro 1996                                                          | 1                                                                        |                                                                          |
| 12-10-1994                                                               | Ta' Qali                                                                 | Malta                                                                    | 0 – 0                                                                    | Rep. Ceca                                                                | Qual. Euro 1996                                                          | -                                                                        | 29’                                                                      |
| 16-11-1994                                                               | Rotterdam                                                                | Paesi Bassi                                                              | 0 – 0                                                                    | Rep. Ceca                                                                | Qual. Euro 1996                                                          | -                                                                        | cap. 15’                                                                 |
| 24-4-1996                                                                | Praga                                                                    | Rep. Ceca                                                                | 2 – 0                                                                    | Irlanda                                                                  | Amichevole                                                               | -                                                                        | 46’                                                                      |
| 29-5-1996                                                                | Salisburgo                                                               | Austria                                                                  | 1 – 0                                                                    | Rep. Ceca                                                                | Amichevole                                                               | -                                                                        | 46’                                                                      |
| 19-6-1996                                                                | Liverpool                                                                | Rep. Ceca                                                                | 3 – 3                                                                    | Russia                                                                   | Euro 1996 - 1º turno                                                     | -                                                                        |                                                                          |
| 23-6-1996                                                                | Birmingham                                                               | Portogallo                                                               | 0 – 1                                                                    | Rep. Ceca                                                                | Euro 1996 - Quarti di finale                                             | -                                                                        | 84’                                                                      |
| 26-6-1996                                                                | Manchester                                                               | Rep. Ceca                                                                | 0 – 0 dts (6 – 5 dtr)                                                    | Francia                                                                  | Euro 1996 - Semifinale                                                   | -                                                                        | 84’ 87’                                                                  |
| 4-9-1996                                                                 | Jablonec nad Nisou                                                       | Rep. Ceca                                                                | 2 – 1                                                                    | Islanda                                                                  | Amichevole                                                               | -                                                                        | cap.                                                                     |
| 18-9-1996                                                                | Teplice                                                                  | Rep. Ceca                                                                | 6 – 0                                                                    | Malta                                                                    | Qual. Mondiali 1998                                                      | 1                                                                        | cap.                                                                     |
| 11-12-1996                                                               | Casablanca                                                               | Rep. Ceca                                                                | 2 – 1                                                                    | Nigeria                                                                  | Trofeo di calcio Hassan II 1996 - Semifinale                             | -                                                                        | cap. 23’                                                                 |
| 12-12-1996                                                               | Casablanca                                                               | Croazia                                                                  | 1 – 1 (4 - 1 dtr)                                                        | Rep. Ceca                                                                | Trofeo di calcio Hassan II 1996 - Finale                                 | -                                                                        | cap. 57’, 78’                                                            |
| 26-2-1997                                                                | Poděbrady                                                                | Rep. Ceca                                                                | 4 – 1                                                                    | Bielorussia                                                              | Amichevole                                                               | -                                                                        | 46’                                                                      |
| Totale                                                                   |                                                                          | Presenze                                                                 | 17                                                                       |                                                                          | Reti                                                                     | 3                                                                        |                                                                          |

## Palmarès

### Giocatore

#### Club
- Coppa della Repubblica Ceca: 1

Slavia Praga: 1996-1997
- Lamar Hunt U.S. Open Cup: 2

Chicago Fire: 1998, 2000
- Campionato MLS: 1

Chicago Fire: 1998

#### Individuale
- MLS Best XI: 2

1998, 1999